# Castro Barros (subte de Buenos Aires)
Castro Barros es una estación de la línea A del Subte de Buenos Aires.

## Ubicación
Está ubicada debajo de la Avenida Rivadavia, en su intersección con la calle Castro Barros y la Avenida Medrano, en el barrio porteño de Almagro. 

## Historia
Esta estación pertenece al segundo tramo de la línea, inaugurado el 1° de abril de 1914, que unía las estaciones de Río de Janeiro y Plaza de Mayo. Originalmente se denominó Medrano.
Su nombre es en honor a Pedro Ignacio Castro Barros, un político y sacerdote que representó a La Rioja en el Congreso de Tucumán, que declararía la independencia del país el 9 de julio de 1816.

## Hitos urbanos
- Confitería Las Violetas
- Hospital Italiano
- Colegio Mariano Moreno
- Plaza Almagro
- Escuela de Cerámica N.º 1
- Colegio Bachiller/Comercial N.º 10 José de San Martín
- Escuela Primaria Común N.º 4 Salvador María del Carril
- Escuela ORT sede Almagro

- Escuela Primaria Común N.º 22 Martina Silva de Gurruchaga
- Centro de Salud y Acción Comunitaria (CeSAC) N.º 38
- Estadio de la Federación Argentina de Boxeo
- Instituto Sagrado Corazón
- Policlínico General Actis
- Fundación Huésped
- Biblioteca Argentina para Ciegos sede Lezica
- Centro Cultural Rojas
- Bar Notable 12 de Octubre
- Parroquia San Carlos
- Colegio y Oratorio San Francisco de Sales

## Imágenes

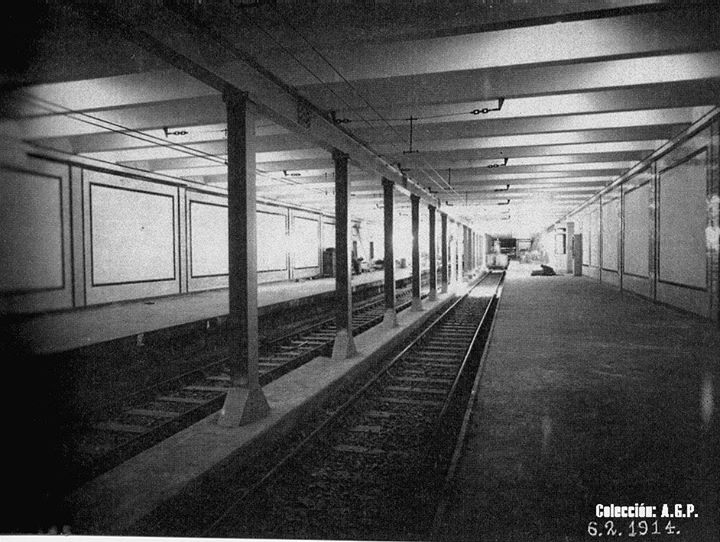
En construcción (1914)
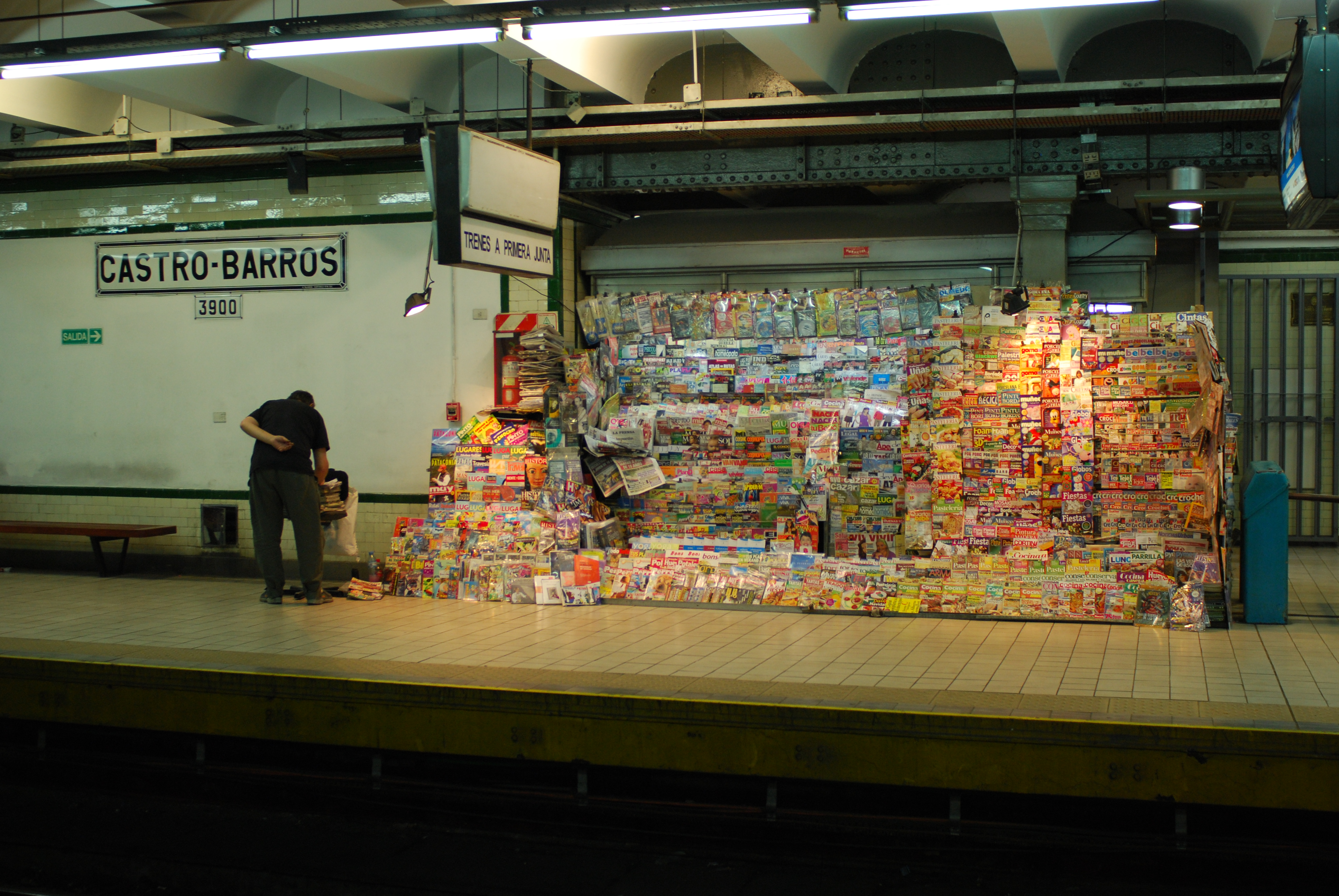
Puesto de diarios
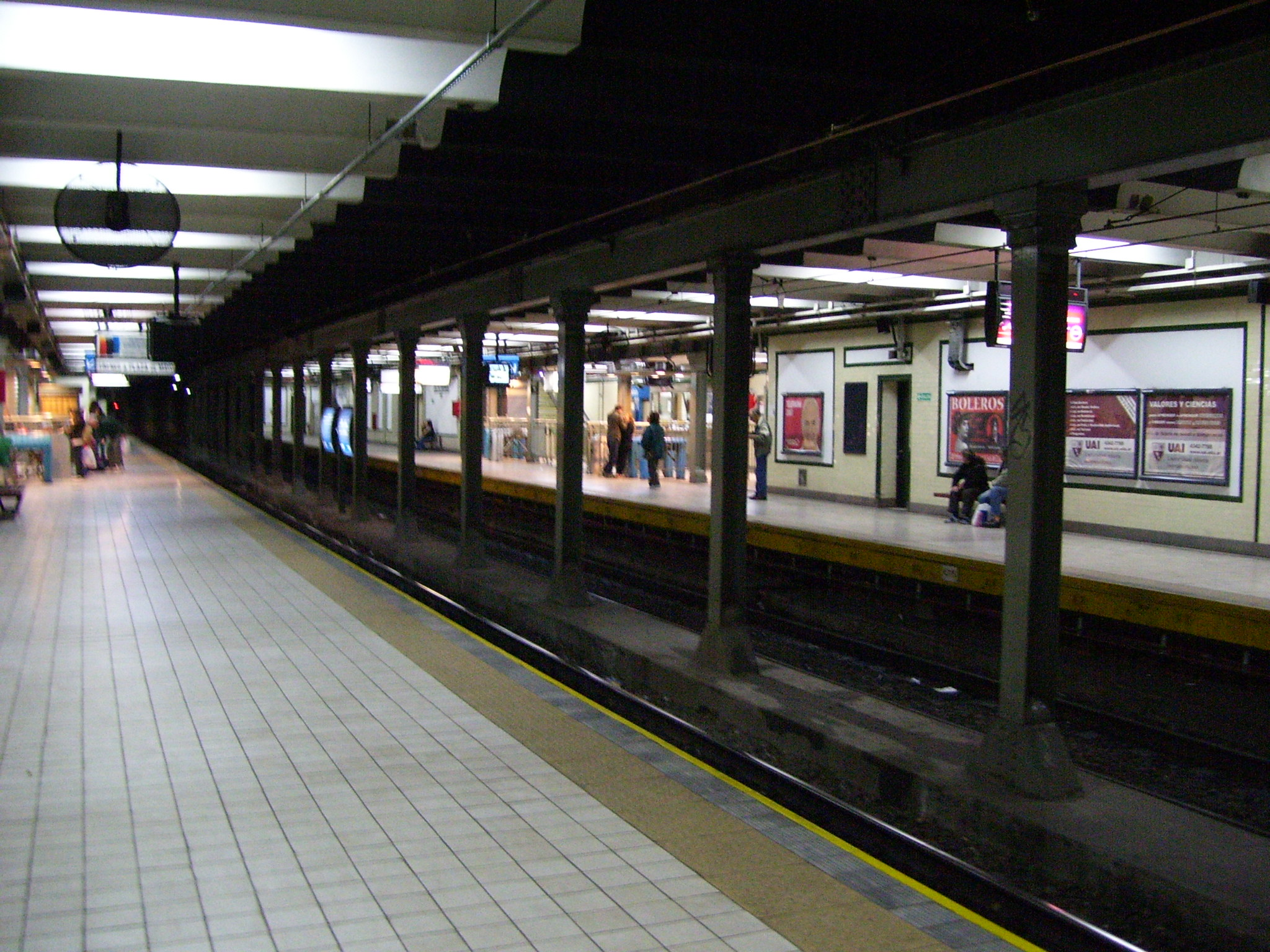
Vista de andenes
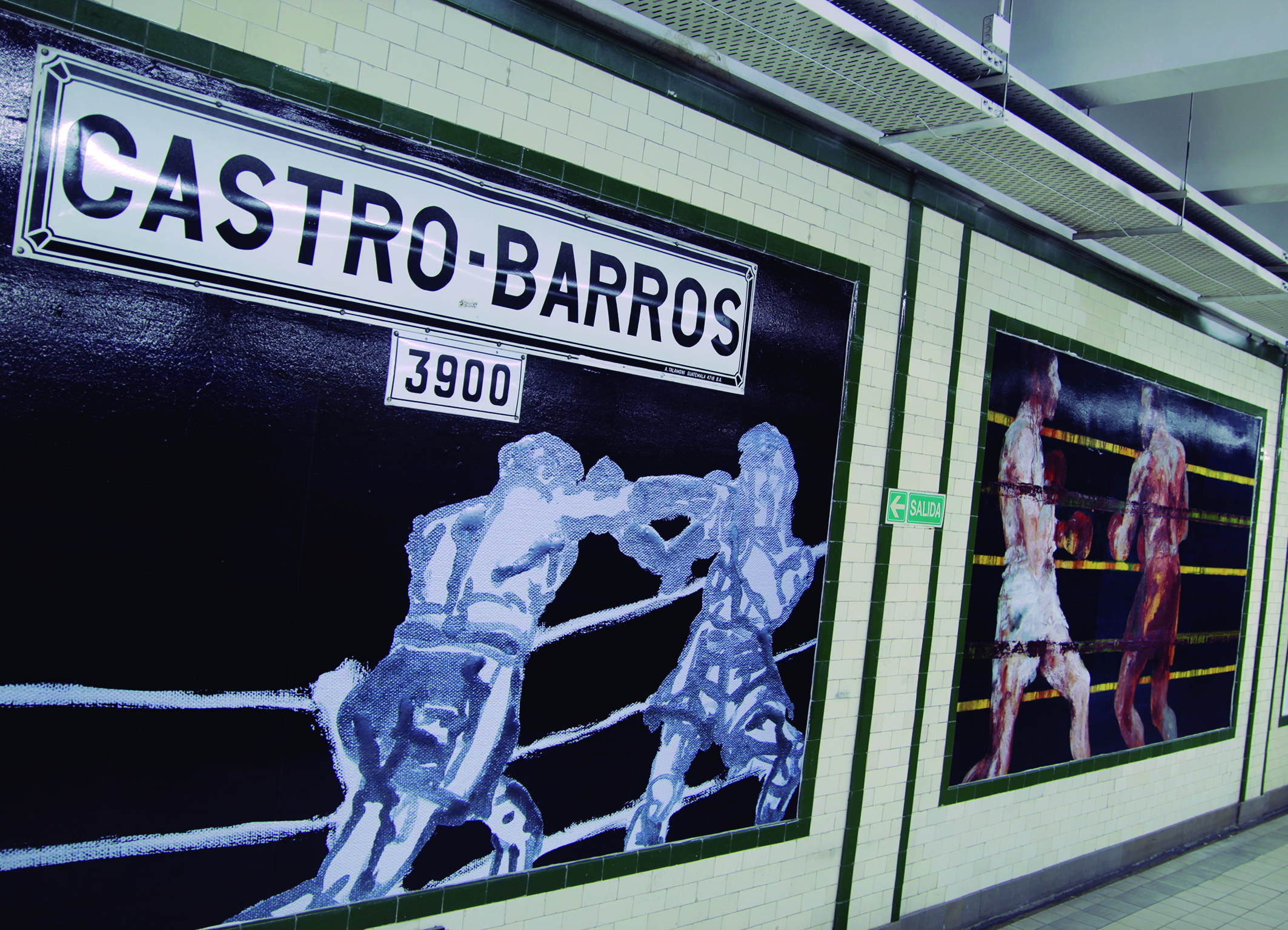
Nuevo mural
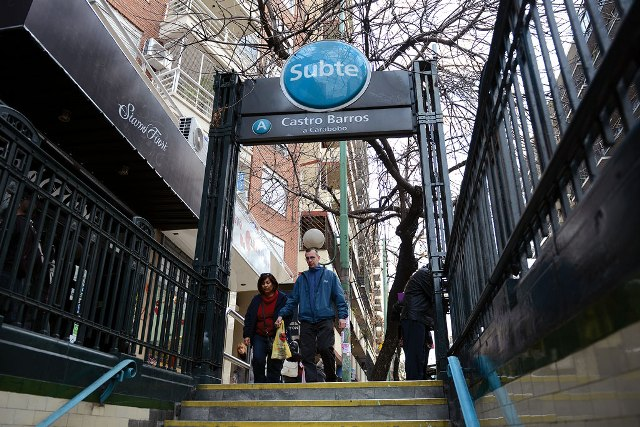
Salida a superficie